# Oriol Tarrasón
Oriol Tarrasón (Barcelona, 3 de septiembre de 1969) es un actor, director de teatro y dramaturgo español. Estudió en el Instituto del Teatro de Barcelona. Es especialmente conocido por interpretar el personaje de Martín Maresca en la serie de La1 Los misterios de Laura y por dirigir la compañía de teatro Les antonietes. También escribe teatro y poesía.

## Biografía
Se diplomó en interpretación en el Instituto del Teatro de Barcelona en 1994. Anteriormente ya había estado sobre un escenario como guitarrista del grupo de rock Dos Pasos, con el cual grabó el disco R.E.I.M. (Uràntia records) en 1993.
Con El punzón siamès (1995) empezó su trayectoria como dramaturgo, obra que presentará el 2001 dentro de la Muestra de Teatro Breve de Barcelona.
Como actor debutó en los teatros de Barcelona en 1998 con "A la jungla de las ciudades" de Bertolt Brecht y dirigida por Ricard Salvat. El año siguiente se traslada a París para estudiar interpretación con Jack Garfein, mítico fundador de la sede del actor's studio de Los Ángeles.
El año 2005 protagoniza la serie Negocios de familia en canal9 y se convierte, a partir de aquel momento, en una cara habitual de la televisión: Los misterios de Laura (2009-2014), Volveremos miniserie ganadora de los premios Gaudí (2012), entre otros.
Desde el año 2008 compagina su trabajo como actor con la dirección artística de la compañía de teatro Les Antonietes. Con dos de los montajes de la compañía ha sido finalista de los premios de la crítica de las artes escénicas.
El año 2016 participa como director al espectáculo De Damasco a Idomeni en el Teatre Lliure. Espectáculo solidario para recaudar fondos para ayudar a los refugiados de la guerra de Siria.
En 2024 y 2025 interpreta a Adolfo Suárez en la obra teatral Carmen, nada de nadie. Dirigida por Francisco M. Tallón y Miguel Pérez García, la obra trata sobre la vida de Carmen Díez de Rivera, Jefa del Gabinete de la Presidencia del Gobierno durante la Transición, y tiene un gran éxito, llenando numerosos teatros por toda España.

## Filmografía

### Series de televisión
| Año              | Título                  | Cadena                  | Personaje              | Notas         |
| ---------------- | ----------------------- | ----------------------- | ---------------------- | ------------- |
| 1999             | Homenots                | TV3                     | Senen                  | 1 episodio    |
| 2004             | De moda                 | TV3                     | Carlos                 | 1 episodio    |
| 2005 - 2007      | Negocis de família      | Canal 9                 | Héctor Noguera         | 255 episodio  |
| 2005; 2010       | Ventdelplà              | TV3                     | Eduard Cuenca          | 5 episodios   |
| 2007             | C.L.A. No somos ángeles | Antena 3                | Oriol                  | 3 episodios   |
| 2007             | Hospital Central        | Telecinco               | Julio                  | 1 episodio    |
| 2007 - 2008      | El internado            | Antena 3                | Doctor Martín Argüello | 4 episodios   |
| 2008             | Los Serrano             | Telecinco               | Ricardo                | 1 episodio    |
| 2008             | Aída                    | Telecinco               | Mateo                  | 1 episodio    |
| 2008             | LEX                     | Antena 3                |                        | 1 episodio    |
| 2009             | Doctor Mateo            | Antena 3                | Daniel Carbonero       | 4 episodios   |
| 2009             | Ah, c'était ça la vie!  | France 2                | Antonio Hernández      | 2 episodios   |
| 2009; 2011; 2014 | Los misterios de Laura  | La 1                    | Martín Maresca Delfino | 32 episodios  |
| 2010             | El pacto                | Telecinco               | Manu Alcides           | 2 episodios   |
| 2010             | Los hombres de Paco     | Antena 3                | Ingeniero Nuclear CNI  | 2 episodios   |
| 2011 - 2012      | Bandolera               | Antena 3                | Fernando del Caz       | 84 episodios  |
| 2012             | Tornarem                | TV3                     | Manel                  | 2 episodios   |
| 2013             | Gran Nord               | TV3                     | Felip                  | 1 episodio    |
| 2014             | Ciega a citas           | Cuatro                  | Marcos                 | 5 episodios   |
| 2014             | Polònia                 | TV3                     | Varios personajes      | 1 episodio    |
| 2015             | B&B, de boca en boca    | Telecinco               | Padre Pedro            | 1 episodio    |
| 2015 - 2016      | Seis hermanas           | La 1                    | Germán Rivera          | 216 episodios |
| 2018             | Sabuesos                | La 1                    | Agente K               | 2 episodios   |
| 2018 - 2019      | Com si fos ahir         | TV3                     | Octavi                 | 6 episodios   |
| 2019             | Derecho a soñar         | La 1                    | Carlos                 | 6 episodios   |
| 2019             | Señoras del (h)AMPA     | Prime Video y Telecinco | Rafa                   | 7 episodios   |
| 2019 - 2020      | El nudo                 | Antena 3                | Daniel Becker Leyva    | 13 episodios  |
| 2020-2021        | Amar es para siempre    | Antena 3                | Abel Sáez de Abascal   | 251 episodios |
| 2023             | Las invisibles          | SkyShowtime             | Diego Altarriba        | 8 episodios   |
| 2025-presente    | Sueños de libertad      | Antena 3                | Gabriel de la Reina    | ¿? episodios  |

#### TV Movies
| Año  | Título                                               | Cadena | Personaje              | Notas     |
| ---- | ---------------------------------------------------- | ------ | ---------------------- | --------- |
| 2022 | Laura y el misterio del asesino inesperado           | La 1   | Martín Maresca Delfino | Telefilme |
| 2023 | Laura y el misterio de la novia que esperó demasiado | La 1   | Martín Maresca Delfino | Telefilme |
| 2023 | Laura y el misterio del paciente suspicaz            | La 1   | Martín Maresca Delfino | Telefilme |